# Povo arhuaco
Arhuaco,ika o bintucua é um povo originario da Colômbia, que habita na Sierra Nevada de Santa Marta. Sua língua pertence à família chibcha.

## Território
Vivem nos altos vales dos rios Piedras, San Sebastián de Rábago, Chichicua, Ariguaní e Guatapurí, em uma área demarcada e reconhecida pelo Estado colombiano como Resguardo indígena de propriedade coletiva. Estão distribuidos em 22 comunidades. Seu principal assentamento é Nabusímake (antigo San Sebastián de Rábago), em Pueblo Bello, que tem um significado especial para o Arhuaco e está conformado por cerca de cinquenta casas quadradas e os templos circulares ou Kankura, sempre separados os dos homens e os das mulheres.

## Economia
Sua atividade econômica fundamental é a agricultura com acesso a dois pisos térmicos distintos o que lhes permite ter uma maior variedade de produtos. Também é importante a ganadaria. Estão voltadas principalmente para a subsistência, porem a produção de café tem um objetivo principalmente comercial, obter produtos que não estão disponíveis na comunidade. Também vendem mochilas.

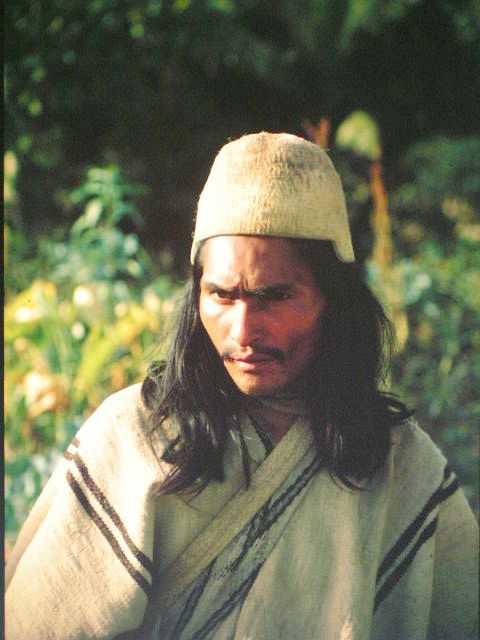
Indígena ika em Nabusimake (1995)

## Cosmovisão
Em sua cosmovisão, o mundo é formado por duas pirâmides na mesma base, com nove mundos, cada uma com seu próprio solo e seus próprios habitantes. Nossa terra fica no quinto andar e a Sierra Nevada é o coração do nosso mundo. Se consideram descendentes dos primeiros pais e, portanto, irmãos mais velhos dos outros povos.